# Гладківка (Богодухівський район)
Гладкі́вка —  село в Україні, у Коломацькій селищній громаді Богодухівського району Харківської області. Населення становить 31 осіб. До 2020 орган місцевого самоврядування — Покровська сільська рада.

## Географія
Село Гладківка знаходиться у великому лісовому масиві (дуб), на відстані 1 км від селища Коломак і села Покровка і Бардаківка. На відстані 1 км проходить залізниця, станція Панасівка.

## Історія
12 червня 2020 року, розпорядженням Кабінету Міністрів України № 725-р «Про визначення адміністративних центрів та затвердження територій територіальних громад Харківської області», увійшло до складу Коломацької селищної громади.
19 липня 2020 року, в результаті адміністративно-територіальної реформи і ліквідації Коломацького району, село увійшло до складу Богодухівського району.